# 소베츠키 (레닌그라드주)

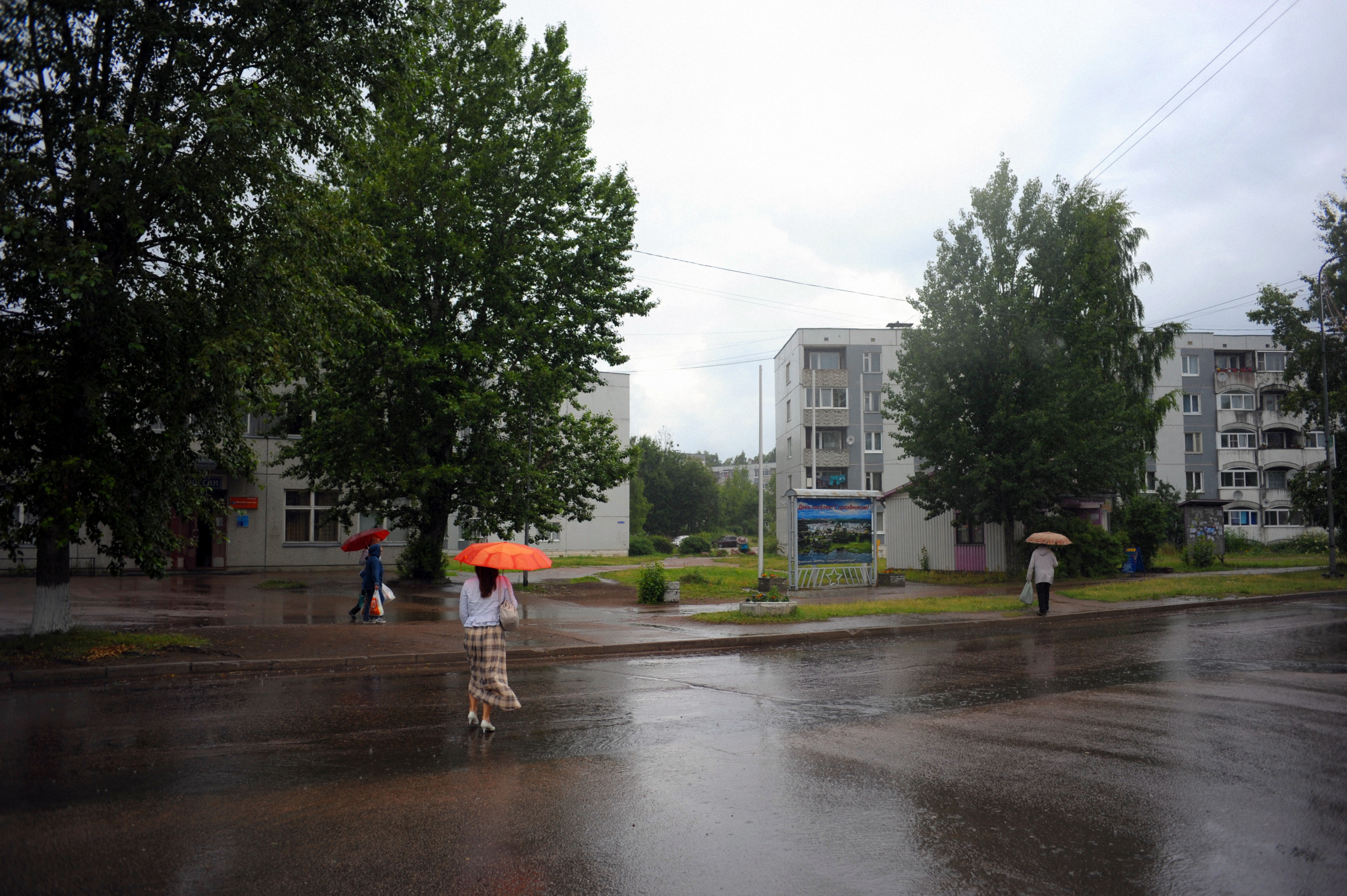

소베츠키(러시아어: Сове́тский, 스웨덴어: Johannes, 핀란드어: Johannes)는 러시아 레닌그라드주 비보르크스키 군에 있는 도시이다. 핀란드만에 접해 있는 항구이다. 카렐리야의 동쪽 부분에 해당된다.